# Jürgen Schlabbach
Jürgen Schlabbach (* 1952) ist ein deutscher Hochschullehrer und Fachbuchautor.

## Leben
Jürgen Schlabbach studierte an der TU Darmstadt Elektrische Energietechnik mit Fachrichtung Starkstromtechnik. 1982 wurde er dort mit dem Thema „Distanzschutz mit Mikrorechnern“ promoviert. Danach war er bis 1992 in einem Ingenieurunternehmen tätig, hauptsächlich in Planungsprojekten öffentlicher und industrieller Stromversorgung im In- und Ausland.
1992 folgte er einem Ruf an die Fachhochschule Bielefeld und ist seitdem dort als Professor für das Fachgebiet „Elektrische und regenerative Energieerzeugung und -verteilung“ tätig.
Schlabbach emeritierte im Jahr 2018.
Schlabbach veröffentlichte zahlreiche Fachbücher und Beiträge in nationalen und internationalen Fachzeitschriften zu den Themenbereichen Planung und Berechnung elektrischer Netze, erneuerbarer Energiequellen sowie zum Anschluss erneuerbarer Energiequellen an Elektroenergieversorgungsnetze.

## Buchpublikationen
- 1995: Elektroenergieversorgung
- 1999: Spannungsqualität in elektrischen Netzen
- 2002: Sternpunktbehandlung
- 2003: Kurzschlussstromberechnung
- 2005: Short-circuit currents
- 2005: Netzsystemtechnik
- 2005: Netzrückwirkungen
- 2008: Power quality
- 2008: Power system engineering
- 2009: Kleine Formelsammlung Elektrotechnik
- 2009: Elektroenergieversorgung 3. Auflage
- 2009: Netzgekoppelte Photovoltaikanlagen
- 2009: Blindleistungskompensation
- 2010: Erdwärme in Ein- und Mehrfamilienhäusern
- 2011: Reactive power compensation
- 2013: Netzanschluss von EEG-Anlagen
- 2014: Blindleistungskompensation – Systemdienstleistung – Netzqualität
- 2014: Power System Engineering (2nd revised edition)
- 2014: Kurzschlussstromberechnung (2. Auflage)
- 2016: Netzanschluss von EEG-Anlagen (2. Auflage)
- 2017: Blindleistungskompensation und Energieversorgungsqualität

Berichte aus Lehre und Forschung
- 1996: Weiterentwicklung eines Simulationssystems für Planung und Betrieb elektrischer Netze
- 1996: Spannungsqualität – Voltage Quality
- 1998: Trennstellenoptimierung in Mittelspannungsnetzen
- 2000: Beeinflussung von Rohrleitungen (Short-time Interference)
- 2000: Bewertung von Konzepten für die gesicherte Elektroenergieversorgung eines Industriebetriebes
- 2001: Reliability-centred Maintenance of Circuit-breakers
- 2003: Determination of Required Transformer Capacity based on Load Forecast
- 2003: Visualisierung in der Elektroenergietechnik
- 2005: Energiewirtschaft in Chile
- 2006: Verfahren zur Demontagedetektion von Photovoltaikmodulen
- 2007: Verkabelung eines Off-shore Windparks
- 2010: Netzverträglichkeit von Windenergieanlagen an MS- und HS-Netzen
- 2010: Netzanschluss erneuerbarer Energiequellen – Anleitung zum Selbststudium